# MAZ-6312
Der Lastkraftwagen MAZ-6312 (russisch МАЗ-6312, deutsche Transkription eigentlich MAS-6312) ist ein Lkw-Typ des belarussischen Fahrzeugherstellers Minski Awtomobilny Sawod, der seit 2007 in Serie produziert wird. Unter der Bezeichnung MAZ-6310 wird eine Fahrzeugvariante mit verlängertem Radstand angeboten.

## Beschreibung

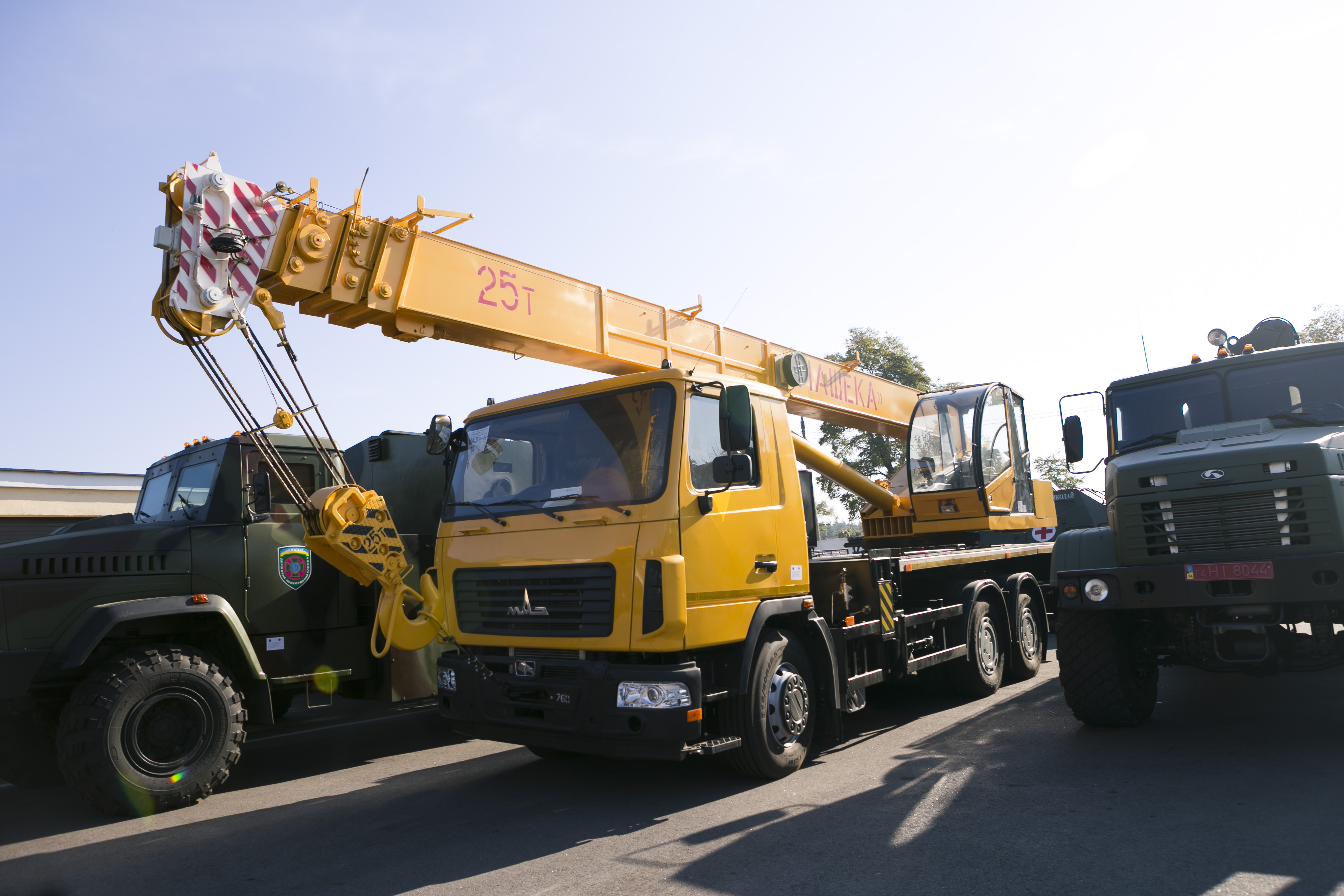
MAZ-6312 (orange) als Mobilkran in der Ukraine (2014)

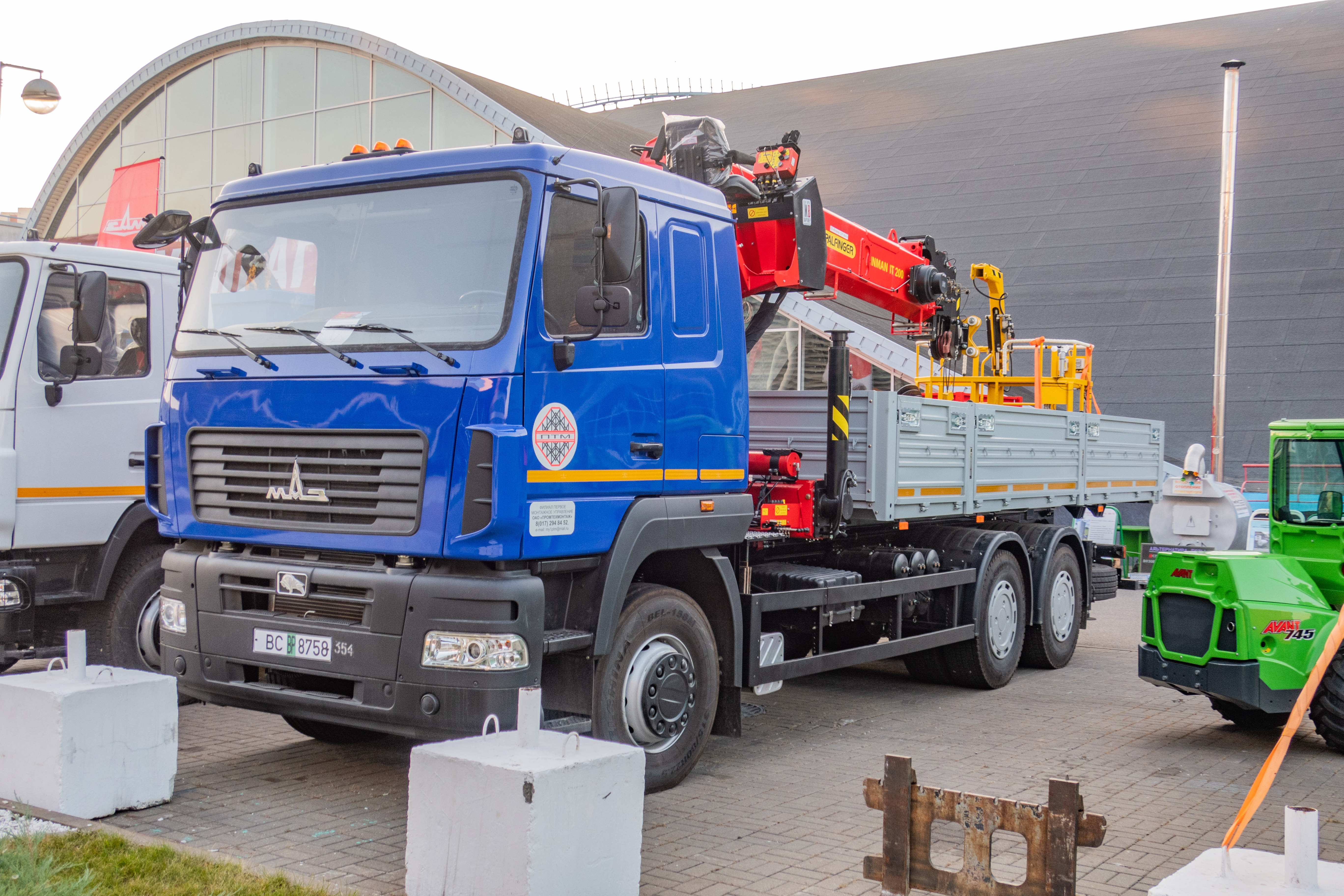
MAZ-6312 mit Ladekran auf einer Messe in Minsk (2019)

Der schwere dreiachsige Lastkraftwagen verfügt über zwei angetriebene Hinterachsen. Genauso wie bei fast allen westeuropäischen Fabrikaten mit der Antriebsformel 6×4 ist keine der Hinterachsen gelenkt. Ab Werk werden heute verschiedene Varianten geliefert, sowohl in Form von Fahrgestellen, hauptsächlich aber als Pritsche, auch mit Plane versehen. Es besteht technisch die Möglichkeit, das Fahrzeug im Verbund mit einem Anhänger als Lastzug mit bis zu 56,5 Tonnen Gesamtgewicht zu betreiben, weshalb es mit fast 300 kW stärker als gewöhnlich motorisiert ist. Er entspricht den internationalen Standards des TIR-Versandverfahrens und kann entsprechend auch im grenzüberschreitenden Verkehr mit Westeuropa eingesetzt werden. Das Fahrzeug verfügt in den meisten Varianten über eine für den Fernverkehr eingerichtete Kabine.
Der Lastwagen tritt die Nachfolge des ebenfalls dreiachsigen MAZ-6303 an, der allerdings nach wie vor parallel produziert wird. Unter der Bezeichnung MAZ-6501 wird ein auf dem MAZ-6312 aufbauender Kipper angeboten.

## Modellvarianten

### MAZ-6310
Der MAZ-6310 wird zurzeit nur in einer Variante geliefert. Wichtigste Unterschiede zum MAZ-6312 sind der verlängerte Radstand (5050 + 1350 mm) sowie ein auf 56 m³ erhöhtes Ladevolumen. Außerdem ist er ca. 700 kg leichter als der MAZ-6312, jedoch im Lastzugbetrieb auch nur bis 46 Tonnen Gesamtmasse zugelassen.

### MAZ-6312
Der MAZ-6312 wird in drei grundlegenden Varianten gefertigt:
- MAZ-6312A5
- MAZ-6312A8
- MAZ-6312A9 (Modell für 56,5 Tonnen zulässiges Gesamtgewicht des Lastzugs)

Die Unterscheidung liegt dabei nicht in den möglichen Aufbauten, sondern in Fahrerhaus und verbauter Technik.

## Technische Daten
Alle Angaben gelten für das Modell MAZ-6312A8.
- Motor: Sechszylinder-Viertakt-Dieselmotor
- Motortyp: JaMZ-6581.10
- Leistung: 294 kW (400 PS)
- Getriebe: JaMZ-239 oder 9JS135А
- Anzahl der Vorwärtsgänge: je 9
- Tankinhalt: 500 l Dieselkraftstoff
- Antriebsformel: (6×4)

Abmessungen und Gewichtsangaben
- Radstand: 4400+1400 mm
- Ladevolumen: 44,25 m³
- Reifendimension: 315/80R22,5
- Zulässiges Gesamtgewicht: 26.500 kg
- Achslast vorne: 7500 kg
- Achslast Doppelachse hinten: 19.000 kg
- Zulässige Anhängelast: 21.500 kg
- Zulässiges Gesamtgewicht des Zugs: 48.000 kg
- Leermasse: 12.300 kg
- Zuladung: 14.050 kg